# 1369 Ostanina
Az 1369 Ostanina (ideiglenes jelöléssel 1935 QB) a Naprendszer kisbolygóövében található aszteroida. Pelageja Sajn fedezte fel 1935. augusztus 27-én.